# Tata Communications

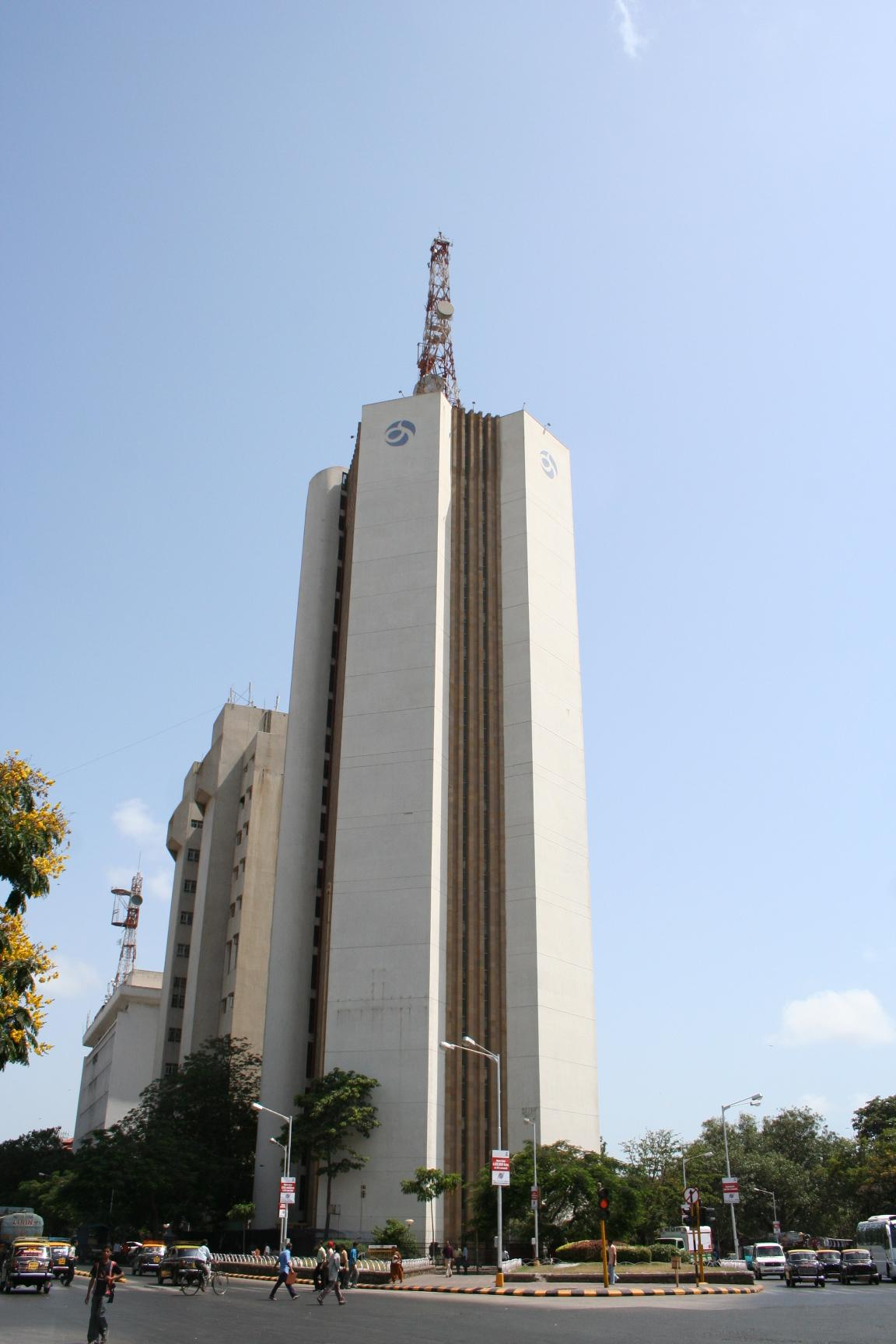
Hauptquartier von Tata Communications in Mumbai

Tata Communications Limited (ehemals Videsh Sanchar Nigam Limited (VSNL)) ist ein indisches Telekommunikationsunternehmen mit einem Umsatz von 2,9 Milliarden US-Dollar (2016) und Firmensitz in Mumbai, Indien. Tata Communications beschäftigt über 8.500 Mitarbeiter und gehört seit dem Jahr 2002 der Tata-Gruppe an.
Tata Communications Limited besitzt nach eigenen Angaben das weltweit größte Unterseekabel-Netzwerk mit einer Gesamtlänge von 500.000 km, und ein landbasiertes Glasfaser-Netzwerk mit einer Länge von 210.000 km. 1.600 Telefongesellschaften und Telekomfirmen benutzen das Netzwerk von Tata Communications weltweit. Tata Communications arbeitet eng mit der Formel 1 zusammen.

## Innovation Hub
Im September 2019 riefen Tata Communications und die PGA European Tour den Innovation Hub ins Leben. Dieser weltweite Wettbewerb bietet Start-ups die Möglichkeit, Konzepte in die Realität umzusetzen.
- Gewinner 2020: Alugha[4]